# Volkswagen EA 266
Der VW EA 266, Kurzform für Volkswagen Entwicklungsauftrag 266, ist der Prototyp eines Kompaktklassefahrzeugs aus den 1960er-Jahren, den Porsche für Volkswagen als möglichen Käfer-Nachfolger entwickelte. Die Entwicklung begann im Sommer 1966 und wurde im Herbst 1971 abgebrochen. Das Projekt soll Volkswagen rund 250 Millionen DM gekostet haben (entspricht inflationsbereinigt in heutiger Währung etwa 510 Millionen EUR). Heute existieren noch zwei Fahrzeuge.

## Geschichte
Mitte der 1960er-Jahre galt das damals rund 30 Jahre alte Konzept des VW-Käfers mit Zentralrohrrahmen und luftgekühltem Boxermotor im Heck als veraltet, doch VW hatte noch keinen Nachfolger zur Serienreife entwickelt. Der Vorstand unter Generaldirektor Heinrich Nordhoff vertraute auf einen weiter anhaltenden Erfolg des bewährten Bauprinzips, obwohl der Marktanteil von Volkswagen zu schrumpfen drohte. Nach früheren Studien auf der Grundlage des Käfers und dem Kleinwagenprojekt EA 48 fertigte die Entwicklungsabteilung von Porsche, mit der VW von Anfang an eng verbunden war, im Auftrag Nordhoffs erst ab Januar 1967 Entwürfe für einen Käfer-Nachfolger. Als Porsche-Entwicklung 1966 entstand unter anderem der Entwurf einer Limousine mit vorn eingebautem, flüssigkeitsgekühltem Reihenvierzylinder und Getriebe an der Hinterachse. Dieser Vorschlag wurde jedoch ebenso verworfen wie der Entwurf eines Wagens mit quer eingebautem Frontmotor und Frontantrieb, den Nordhoff bereits 1963 bei dem Schweizer Ingenieurbüro Hermann Klaue in Auftrag gegeben hatte. Versuchsträger für verschiedene Motoren war ein Opel Kadett.
1969 erteilte Nordhoffs Nachfolger Kurt Lotz Porsche den Entwicklungsauftrag 266 zur Entwicklung eines Käfer-Nachfolgers. Der Motor war ein Reihenvierzylinder mit Wasserkühlung und OHC-Ventilsteuerung, der als Unterflurmotor längs vor der Hinterachse eingebaut wurde. Auf der Basis des EA 266 sollte eine ganze Modellfamilie mit Limousine, Roadster, Kleinbus und Cabrio entstehen. Es waren Motoren mit Hubräumen von 1,3 bis 1,6 Liter und einer Leistungsspanne von 65 bis 105 PS (48 bis 77 kW) vorgesehen.
Der Mittelmotor verursachte durch seine Position im Fahrzeug Schwierigkeiten. Seine Hitze- und Geräuschentwicklung waren zu hoch, die Zugänglichkeit für die Wartung war eingeschränkt und die Gewichtsverteilung brachte ein schwer beherrschbares Fahrverhalten insbesondere auf nasser Fahrbahn mit sich. Der VW-Vorstand hielt jedoch am EA 266 fest, da man mit dem damals noch ungewöhnlichen Mittelmotor ein Alleinstellungsmerkmal im Automobilbau sah, das den wirtschaftlichen Erfolg des Unternehmens sichern würde. Weder die technischen Probleme noch Terminschwierigkeiten und steigende Entwicklungskosten schienen den Vorstand vom EA-266-Projekt abzuhalten.
Bereits 1971 war der VW-Gewinn um 94 % auf 12 Millionen DM eingebrochen, woraufhin Rudolf Leiding am 24. September 1971 Lotz an der Konzernspitze ablöste. Bis dahin hatte Porsche 50 Prototypen gebaut. Nach nur zwei Wochen als neuer Konzernchef brach Leiding das Projekt EA 266 ab. Er hatte erkannt, dass die Kosten für den EA 266 so stark gestiegen waren, dass ein Serien-Pkw auf Basis des EA 266 zu teuer hätte verkauft werden müssen. Johann Baptist Schöllhorn, damaliger VW-Aufsichtsrat, kritisierte, dass der EA 266 preislich auf dem Niveau des VW K 70 oder Audi 100 hätte liegen müssen, um wirtschaftlich zu sein. Das hätte einen Verkaufspreis von rund 10.000 DM bedeutet. Die Entwicklung soll 250 Millionen DM gekostet haben, andere Quellen sprechen von 400 Millionen oder 200 Millionen DM. Auf Anweisung Leidings sollten 50 Getriebe, 100 Testmotoren und 48 EA-266-Prototypen zerstört werden. Dazu wurden Panzer eingesetzt, die auf dem Testgelände Porsches in Weissach fast alle Prototypen überrollten. Zwei EA 266 sind erhalten geblieben, einer davon steht im Automuseum Volkswagen.

## Fahrzeugbeschreibung und Technik
Der EA 266 ist eine ca. 3,9 m lange Limousine mit einzeln an Querlenkern und Federbeinen aufgehängten Vorderrädern, hinterer Schräglenkerachse, wahlweise zwei oder vier Türen, Schrägheck und großer Heckklappe. Das Volumen des vorderen Kofferraumes beträgt 300 Liter, das des hinteren 340 Liter. Auffällig ist eine rechteckige Aussparung in den hinteren Kotflügeln über den Radhäusern der Prototypen. Vor den Hinterrädern sind beim noch erhaltenen olivgrünen Prototyp (siehe Bild) Lüftungsschlitze für den Motor eingelassen, andere Bilder zeigen jedoch auch einen weißen Prototyp ohne diese Schlitze. Der Motor ist unterflur unter den hinteren Sitzen vor der Hinterachse eingebaut und treibt über ein manuell zu schaltendes Vierganggetriebe die Hinterräder an.
Folgende Motoren waren vorgesehen: 1,0 Liter Hubraum/50 PS, 1,3 Liter Hubraum/65 PS, 1,6 Liter Hubraum/85 PS und 1,6 Liter Hubraum/105 PS, jeweils Reihenvierzylinder-Ottomotoren mit obenliegender Nockenwelle, hydraulischem Ventilspielausgleich und Batteriezündung. Mit dem stärksten Motor sollte der Wagen in 8,5 Sekunden von 0 auf 100 km/h beschleunigen und eine Höchstgeschwindigkeit von fast 190 km/h erreichen.

### Zeitungs- und Zeitschriftenartikel
- Christof Vieweg: Vergeblicher Hoffnungsträger in Zeit Online. Erschienen am 29. Juni 2016
- Große Wäsche. In: Der Spiegel. Nr. 46 1971, S. 103–104.